# فرودگاه گلن دژیک
فرودگاه گلن دژیک (به انگلیسی: Gelendzhik Airport) یک فرودگاه همگانی با کد یاتا GDZ است . این فرودگاه در کشور روسیه قرار دارد و در ارتفاع ۲۷ متری از سطح دریا واقع شده‌است.

## شرکت‌های هواپیمایی و مقصدهای پروازی
| شرکت‌های هواپیمایی                 | مقصدهای پروازی            |
| --------------------------------- | ------------------------- |
| آئروفلوت                          | فصلی: شرمتیوو             |
| آئروفلوت اجرا توسط روسیه ایرلاینز | فصلی: پالکوو              |
| ایر آئرو                          | فصلی: تسنترالنی           |
| پابیدا                            | فصلی: ونوکووا             |
| RusLine                           | فصلی: پالکوو              |
| ساراتوف ایرلاینز                  | فصلی: سرتو تسنترلنی، اوفا |
| Severstal                         | فصلی: چرپووتس             |
| اورال ایرلاینز                    | فصلی: کولتسوو             |
| UVT Aero                          | دوموده‌دوو فصلی: قازان     |
| یوتی‌ایر اوییشن                    | فصلی: ونوکووا، سورگوت     |
| یامال ایرلاینز                    | فصلی: رسچینو              |